# Радіо «Мегаполіс»
«Радіо „Мегаполіс“» (до 29 лютого 2024 року — «Город FM») — криворізька українська FM-радіостанція, що розпочала мовлення з 2013 року.

## Історія
Радіостанція «Город FM» почала мовлення у Кривому Розі у 2013 році. Вже з перших місяців ефіру міська інформаційно-розважальна радіохвиля здобула широке коло прихильників, які є поціновувачі якісної сучасної української музики та закордонних хітів різних жанрів, цікавляться тематичними пізнавальними та розважальними програмами, які створює творча команда продакшну, беруть участь в інтерактивних проєктах та усією родиною виграють призи у радіо-конкурсах та вікторинах. Цільова аудиторія — це небайдужа молодь та люди середнього віку, яким цікаво те, чим живе і як розвивається рідне місто. Має співпрацю з радіостанцією «Кривбас».
До листопада 2022 року у різних містах області був власний ефір (крім Апостолове, де ефір був ідентичний Кривому Рогу).
15 лютого 2024 року радіостанція змінила позивні на «Мегаполіс», а 1 березня 2024 року розпочала мовлення.

## Частоти мовлення
| Місто          | Частота, МГц | Примітка |
| -------------- | ------------ | -------- |
| Кривий Ріг     | 105.2 FM     |          |
| Дніпро         | 90.9 FM      |          |
| Кам'янське     | 97.7 FM      |          |
| Нововоронцовка | 93.8 FM      | план     |
| Нікополь       | 88.0 FM      |          |
| Павлоград      | 107.9 FM     |          |

## Програми
- «Новини» — щогодини співробітники інформаційної служби розповідають слухачам про актуальні новини зі світу, України та Кривого Рогу — лише достовірна та оперативна інформація.
- «Великі оберти» — передача для тих, хто за кермом, полюбляє драйв та шум моторів.
- «Проєкт 63» — особливий погляд на світову музичну індустрію.
- «Блюзова вечірка» — авторський проєкт про багате надбання світових зірок блюзу.
- «Просто диско» — 180 хвилин музики у стилі диско.
- «Поважна персона» — спілкуємося наживо з цікавими та відомими особистостями — музикантами, акторами, бізнесменами, лікарями, вчителями, громадськими діячами, лідерами думок.
- «Радіо десерт» — щоденна розважальна програма у прямому ефірі з конкурсами та вікторинами.
- «Дізнатися за 1 хвилину» — програма для найдопитливіших! Розповідаємо цікаві факти із галузі науки, техніки, архітектури, мистецтва, культури та чимало іншого.
- «The best of Ukraine» — коротко про популярні та не відомі широкому загалу пам'ятки природи, культури та історії в Україні.
- «Словничкові закапелки» — культурно-просвітницький проєкт, орієнтований на тих, хто хоче розібратися в особливостях рідної мови, історії походженні сталих виразів та слів.